# Plantae Prattenianae California
Plantae Prattenianae California (abreviado Pl. Pratten. Calif.) es un libro con ilustraciones y descripciones botánicas que fue escrito por el farmacéutico, botánico y briólogo francés Elias Magloire Durand y publicado en el año 1855 con el nombre de Plantae Prattenianae Californicae: an enumeration of a collection of California plants, made in the vicinity of Nevada, by Henry Pratten, Esq., of New Harmony; with critical notices and descriptions of such of them as are new, or yet unpublished in America.